# Stazione di Domaszków
La stazione di Domaszków è una stazione ferroviaria situata a Domaszków nel voivodato della Bassa Slesia, in Polonia, a pochi chilometri dal confine con la Repubblica Ceca. Secondo la classificazione PKP, appartiene alla categoria di una stazione locale.
Ubicata al km 118+343 della linea ferroviaria Breslavia – Międzylesie, la stazione venne inaugurata nel 1875.
Presso la stazione passa la seguente linea ferroviaria: 
- 276 Breslavia Centrale (Wrocław Główny) – Międzylesie

## Struttura
La stazione dispone di 3 binari, ciascuno delle quali è dotato di una singola banchina per l'accesso dei passeggeri ai treni. Non sono presenti sportelli di biglietteria, in quanto chiusi nel 2015.

## Traffico passeggeri
| Anno | Media giornaliera |
| ---- | ----------------- |
| 2017 | 100-149           |
| 2022 | 100-149           |